# Aeronomija
Aeronomija je grana meteorologije koja se bavi proučavanjem viših slojeva atmosfere, iznad 20 do 25 kilometara, i to prirodom njezinih sastojaka, gustoćom, temperaturom te mikrokemijskim procesima kao što su disocijacija molekula plinova na sastavne atome djelovanjem ultraljubičastog zračenja Sunca, te ionizacija ili stvaranje iona i slobodnih elektrona pod utjecajem kozmičkog zračenja, ultraljubičastog zračenja i gama-zraka na visinama od 60 kilometara. Aeronomija se bavi i proučavanjem vjetrova u visokoj atmosferi, a u svojim se istraživanjima služi posebnim sredstvima kao što su rakete, umjetni sateliti, radari i baloni.

## Ozonski omotač
Ozonski omotač ili ozonski sloj je dio Zemljine atmosfere, (stratosfera) koji sadrži relativno visoku koncentraciju ozona, a to je između 10 do 50 kilometara iznad Zemljine površine. Premda je količina ozona u atmosferi relativno mala (maksimalne koncentracije ne prelaze 0,001 %), njegova važnost za život na Zemlji je ogromna. To je filter za ultraljubičasto zračenje sa Sunca, koje ima valnu duljinu manju od 320 nm (UVB i UVC). Osim ozona ni jedan od preostalih sastojaka atmosfere ne apsorbira ultraljubičasto zračenje u rasponu od 240 do 290 nm. Kad bi to zračenje došlo do Zemljine površine, oštetilo bi genetički materijal (DNK), a fotosinteza, koja je neophodna za biljni svijet, bila bi onemogućena.

## Munje u gornjim slojevima atmosfere
Poznat je takozvani plavi mlaz, slabi mlaz plave svjetlosti koja izbija iz vrha kumulonimbusa i diže se nepoznatim mehanizmom do visine od 40 do 50 kilometara brzinom većom od 90 km/s, te takozvani sprajt ili crveni vilenjak (engl. sprite), svjetlosna pojava u mezosferi, crvenkaste do plave boje i najraznovrsnijih oblika, od velikih mjehura do oblika nalik na veliku hobotnicu, povezana sa snažnim električnim izbijanjem iz kumulonimbusa u tlo.